# Pilny Dół
Pilny Dół – wąwóz na Wyżynie Olkuskiej będący orograficznie lewym odgałęzieniem Doliny Prądnika. Ma wylot przy Młynie Wilka. Administracyjnie należy do miasta Skała w województwie małopolskim w powiecie krakowskim, w gminie Skała.
Dno i lewe zbocze wąwozu Pilny Dół porośnięte jest lasem, zbocze prawe jest częściowo trawiaste. Wąwóz znajduje się na obszarze Ojcowskiego Parku Narodowego.